# Saul Adler
Saul Adler (in ebraico שאול אדלר‎?; Karelichy, 17 maggio 1895 – Gerusalemme, 25 gennaio 1966) è stato un microbiologo bielorusso, esperto di parassitologia.